# Mediolata mollis
Mediolata mollis är en spindeldjursart som beskrevs av Charles Thorold Wood 1971. Mediolata mollis ingår i släktet Mediolata och familjen Stigmaeidae. Inga underarter finns listade i Catalogue of Life.